# Euphyia ochribasis
Euphyia ochribasis là một loài bướm đêm trong họ Geometridae.